# Microdon rutiliventris
Microdon rutiliventris är en tvåvingeart som beskrevs av John Richard Vockeroth 1975. Microdon rutiliventris ingår i släktet myrblomflugor, och familjen blomflugor. Inga underarter finns listade i Catalogue of Life.